# Toni Leistner
Toni Leistner (Dresda, 19 agosto 1990) è un calciatore tedesco, difensore dell'Hertha Berlino.

## Caratteristiche tecniche
È un difensore centrale.